# Alfons Sarrach
Alfons Sarrach (* 23. Februar 1927 in Danzig; † 6. Juni 2013 in Großenlüder) war ein deutscher Schriftsteller, römisch-katholischer Priester und Publizist. Sein Werk beschäftigt sich vorwiegend mit der römisch-katholischen Kirche.

## Leben
Alfons Sarrach wurde am 23. Februar 1927 in Danzig geboren. Nach Kriegsende studierte er in Rom, Paris, Posen und Warschau und belegte die Fächer Theologie, Philosophie und Psychologie.
Nach seiner Priesterweihe war er von 1952 bis 1958 in Polen und von 1958 bis 1965 in Deutschland im Bildungswesen tätig. In den 1960er Jahren beteiligte er sich an Filmproduktionen in Bombay und Mato Grosso. Er bereiste Kenia, Uganda, Tansania, Myanmar, Thailand und Indien.
Seit seiner Hinwendung zum Journalismus im Jahr 1965 war er leitender politischer Redakteur bei verschiedenen Tageszeitungen. 1993 gründete er gemeinsam mit seiner Ehefrau den Pressedienst „Der Christ von morgen“.
Obwohl Sarrach und seine Anhänger sich sehr bemühten, es zu verschweigen, war Alfons Sarrach katholischer Priester. Er wurde aus der Redaktion der konservativen Tagespost entfernt. 
Nach seiner Laisierung war er mit der Historikerin Anneliese Hempel (1931–2009) verheiratet und hat mit ihr drei Adoptivkinder. Er lebte in Großenlüder und verstarb am 6. Juni 2013.

## Werk
Die Schwerpunkte von Sarrachs Arbeit bilden die römisch-katholische Kirche und die Mariologie.
In zahlreichen Büchern und Artikeln setzte sich Sarrach für die kirchliche Anerkennung der angeblichen Marienerscheinungen von Marpingen, Međugorje, Heroldsbach und Wigratzbad ein.
Er war Herausgeber der monatlich erscheinenden Publikation „Der Christ von morgen“.

### Konflikt mit dem Bistum Augsburg
Im März 2011 untersagte der Augsburger Bischof Konrad Zdarsa dem Direktor der Gebetsstätte Wigratzbad und Miteigentümer des Kirche-heute-Verlags, Thomas Maria Rimmel, per Dekret die weitere Verbreitung von Sarrachs Buch Der Sieg der Sühne über die angebliche Mystikerin Antonie Rädler. Die Schrift verunsichere die Gläubigen, führe sie in die Irre und fördere Wundersucht. Sarrach kündigte eine Beschwerde bei Papst Benedikt XVI. an.